# Wulmstorf (Thedinghausen)
Wulmstorf est un quartier de la commune de Thedinghausen, dans le Land de Basse-Saxe.

## Géographie
Wulmstorf se situe dans la partie orientale de la commune de Thedinghausen, à 3 km au sud-est du centre de Thedinghausen.

## Histoire
Wulmstorf est mentionné pour la première fois dans un document en 1200 sous le nom de "Vulmestorpe". Wulmstorf possède également deux domaines aux XVIe siècle et XVIIe siècle en raison des terres fertiles de la Weser et des bonnes terres agricoles au bord de la terrasse de sable de la vallée. Vers 1800, les domaines de Halbmeierhöfe et Handkötner sont créées.
Le 1er juillet 1972, les communes d'Ahsen-Oetzen, Morsum, Beppen et Wulmstorf fusionnent pour former la nouvelle commune de Morsum à la suite de la loi sur la réorganisation des communes de la région de Verden. Depuis le 1er novembre 2006, Morsum et Thedinghausen forment la nouvelle municipalité élargie de Thedinghausen. Depuis lors, Wulmstorf est l'un des 13 quartiers de la commune de Thedinghausen.

## Personnalités
- Ilsemarie Meyer (née en 1953), magistrate.
- Dietrich Heinrich Ludwig von Ompteda (1746-1803), juriste.
- Ludwig Karl Georg von Ompteda (1767-1854), diplomate.

## Source, notes et références
- (de) Cet article est partiellement ou en totalité issu de l’article de Wikipédia en allemand intitulé « Wulmstorf (Thedinghausen) » (voir la liste des auteurs).

1. ↑  (de) Statistisches Bundesamt, Historisches Gemeindeverzeichnis für die Bundesrepublik Deutschland. Namens-, Grenz- und Schlüsselnummernänderungen bei Gemeinden, Kreisen und Regierungsbezirken vom 27.5.1970 bis 31.12.1982, 1983 (ISBN 3-17-003263-1)